# Discografia di Belinda

## Album studio
- 2003 - Belinda
- 2006 - Utopía
- 2010 - Carpe Diem
- 2013 - Catarsis
- 2025 - Indómita

## Raccolte
- 2006 - Total
- 2009 - Lo esencial de Belinda

## EP
- 2007 - Utopía 2
- 2007 - If We Were
- 2008 - See a Little Light
- 2010- Belinda Acceso Total

## Singoli
- 2003 - Lo Siento
- 2003 - Boba Niña Nice
- 2004 - Ángel
- 2004 - Vivir
- 2004 - No Entiendo (featuring Andy & Lucas)
- 2005 - Be Free
- 2005 - ¿Dónde Iré Yo?
- 2006 - Ni Freud ni tu mamá
- 2007 - Bella Traición
- 2007 - Luz Sin Gravedad
- 2007 - Alguien Más
- 2007 - Es De Verdad
- 2007 - If We Were
- 2008 - See a Little Light
- 2010 - Egoísta (featuring Pitbull)
- 2010 - Dopamina
- 2012 - En El Amor Hay Que Perdonar
- 2012 - En la Obscuridad
- 2012 - Te Voy a Esperar (featuring Juan Magán)
- 2013 - Nada
- 2014 - I Love You... Te Quiero (featuring Pitbull)
- 2017 - Déjate Llevar (featuring Juan Magán, Manuel Turizo Snova & B-Case)
- 2020 - Madrid X Marbella (featuring Juan Magán)
- 2020 - Flamenkito (featuring Lérica)
- 2020 - Báilalo (featuring Steve Aoki & Zion & Lennox)
- 2021 - La Niña de la Escuela (featuring Lola Índigo & Tini)
- 2022 - Las 12 (featuring Ana Mena)
- 2022 - No estamos tan locos (featuring Lérica)
- 2022 - Me Encantaria (featuring Abraham Mateo)